# 2000/60/EC
Оквирну директиву о водама (2000/60/EC) је усвојио Парламент и Савет Европске уније 23. октобра 2000. године. Ова директива је највиши акт везан за воде у ЕУ. Општи циљ ове директиве са аспекта заштите животне средине је постизање „статуса добре воде“ у читавој ЕУ до 2015. године и одржавање тог статуса на даље. Директива је ступила на снагу 22. децембра 2000. године.

## Циљеви директиве
Кључни циљеви политике Европске уније садржани у Оквирној директиви о водама су:
- Свеобухватна заштита свих вода значи заштиту свих вода применом принципа интегралног управљања воденим ресурсима, и то површинским водама, мешовитим водама и приобалним водама;
- Добар статус свих вода у року од 15 година по усвајању директиве;
- Интегрално управљање речним сливом, чак и преко административни и међународних граница, укључује планове управљања сливом и координиране програме мониторинга;
- „Комбиновани приступ“ у вези са стандардима за граничне вредности дозвољених емисија и квалитета животне средине;
- Правило утврђивање цена применом принципа - корисник плаћа, принципа - загађивач плаћа и принципа - потпуна надокнада трошкова;
- Укључивање јавности представља: информисање, консултовање и транспарентност.